# Valcani
Valcani é uma comuna romena localizada no distrito de Timiș, na região histórica do Banato (parte da Transilvânia). A comuna possui uma área de 110.00 km² e sua população era de 1352 habitantes segundo o censo de 2007.